# Notburga de Haro

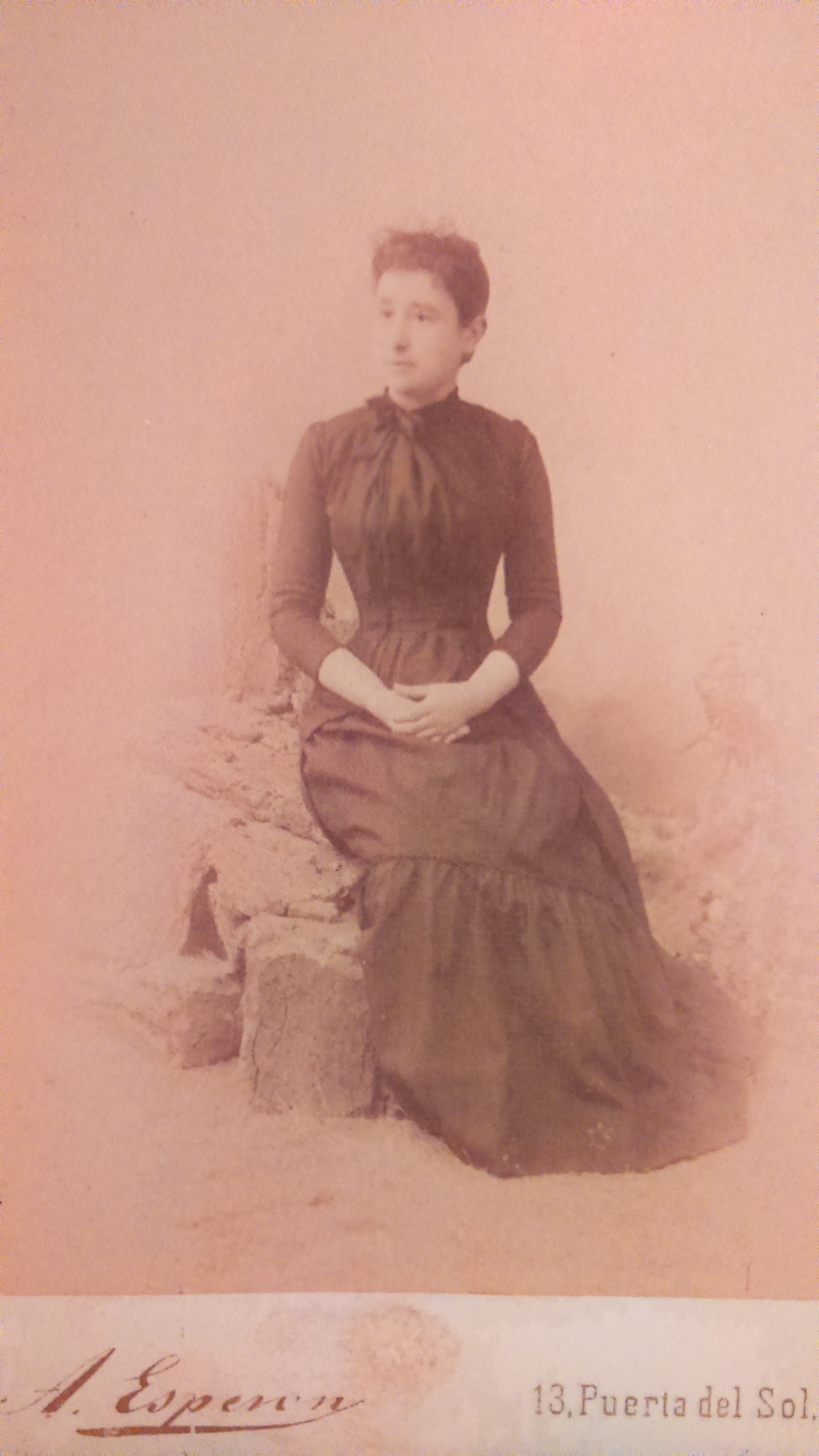
Retrato de Notburga de Haro

Notburga Carlota de Haro (1853-1909)[cita requerida] fue una escritora y traductora española del siglo xix.

## Biografía
Nacida en la localidad conquense de El Provencio el 3 de noviembre de 1853, fue hija del médico provenciano Justo José Manuel de Haro y Romero y de doña Manuela Ramona Pacheco Vélez natural de San Clemente. Colaboraba para el periódico La Iberia, donde tradujo del francés obras como El gabinete azul (1873), de la condesa Dash; La juventud de Mirabeau (1873), de Louise Colet; o Un amigo diabólico (1874), de Aristide de Gondrecourt. Cada día el periódico La Iberia en sus páginas 3 y 4 incluía una parte de la obra a modo de coleccionable, por lo que sus textos fueron publicados durante los años 1873 y 1874 hasta que su matrimonio con el comandante de la Guardia Civil Joaquín Pacheco y Vélez, y sus continuos viajes le imposibilitó seguir escribiendo. Aun así nunca llegaron a tener descendencia.
En 1886, Joaquín Pacheco se jubila de la comandancia y se trasladan a vivir en El Provencio. Notburga enviuda en 1888 quedándose definitivamente a vivir en la localidad. El Diario Oficial del Ministerio de la Guerra del 1 de noviembre de 1889 recoge la aprobación de la pensión de su marido, un total de 1.125 pesetas.
Finalmente el 3 de abril de 1909 fallecería a la edad de 55 años en su localidad natal. [cita requerida]
Como recuerdo a su obra, cuenta con una calle con su nombre en la ciudad de Cuenca. En su localidad natal da nombre tanto a la Biblioteca Municipal como al Premio Literario de Relato Corto «NOTBURGA DE HARO».

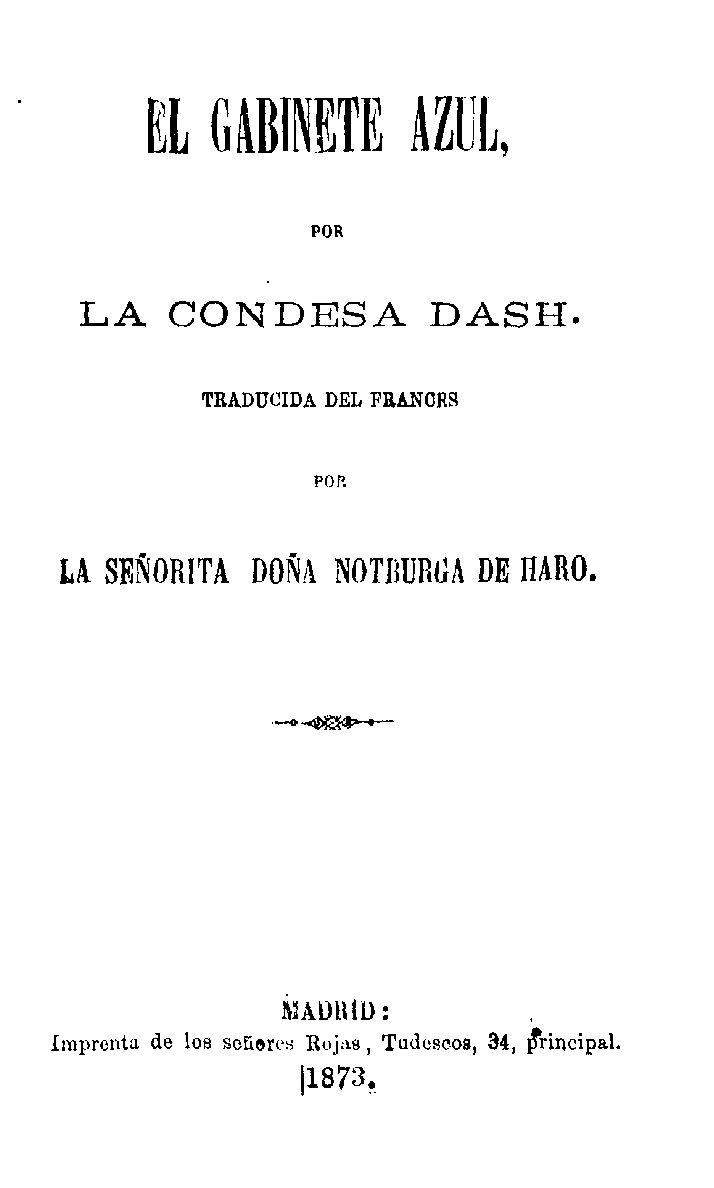
El Gabinete Azul obra traducida por Notburga de Haro para el diario La Iberia